# Polaber
Polaber är en sammanfattande benämning på ett antal västslaviska/vendiska folkstammar som bodde söder om Mecklenburgbukten. De ingick under medeltiden i förbundet av obotriter. I en mer inskränkt mening menas en folkspillra eller stam som levde fram till ungefär 1600-1700-talen i landområdet Wendland inom den tyska delstaten Niedersachsen. Polaberna talade ett västslaviskt språk polabiska, nära besläktat med polska, tjeckiska och sorbiska.